# Donald E. Williams
Donald Edward Williams (* 13. Februar 1942 in Lafayette, Indiana; † 23. Februar 2016) war ein US-amerikanischer Astronaut.

## Beruflicher Werdegang

### Pilotentätigkeit
Williams erwarb 1964 einen Bachelor in Maschinenbau an der Purdue University. 1966 schloss er die Ausbildung zum Strahlflugzeugführer bei der United States Navy ab. Er war an Bord des Flugzeugträgers Enterprise stationiert und flog im Vietnamkrieg insgesamt 330 Kampfeinsätze. 1973 besuchte er das Armed Forces Staff College, 1974 die U.S. Naval Test Pilot School und diente bis 1977 als Testpilot.

### Astronautentätigkeit
Im Januar 1978 wurde Williams von der NASA als Astronautenanwärter ausgewählt. Nach seiner Ausbildung zum Shuttlepiloten wurde er an den verschiedensten Stellen sowohl am Kennedy Space Center als auch am Johnson Space Center (JSC) eingesetzt. Ab Juli 1985 war er stellvertretender Leiter des Bereichs Aircraft Operations am JSC; von September 1986 bis Dezember 1988 war er Leiter der Abteilung Mission Support im Astronautenbüro.

#### STS-41-F
STS-41-F war für August 1984 mit der Discovery geplant. Dies wäre der erste Flug der Discovery gewesen, wenn er nicht aufgrund von Verspätungen der Nutzlast abgesagt worden wäre. Als Besatzung waren Karol Bobko, Donald Williams, Rhea Seddon, David Griggs und Jeffrey Hoffman vorgesehen. Der Flug wurde dann STS-51-E.

#### STS-51-E
Dieser Flug der Challenger wurde wegen Problemen der IUS-Oberstufe abgesagt. Es hätte ein TDRS-Satellit ausgesetzt werden sollen. Als Besatzung waren Karol Bobko, Donald Williams, Rhea Seddon, David Griggs, Jeffrey Hoffman, der französische Nutzlastspezialist Patrick Baudry und der Politiker Jake Garn vorgesehen.

#### STS-51-D
Am 12. April 1985 startete Williams als Pilot der Raumfähre Discovery zum ersten Mal ins All. Nutzlast waren die beiden Satelliten TELESAT-9 und LEASAT-3. Beim letzteren funktionierte jedoch die automatische Inbetriebnahme der Antenne und des Triebwerks nicht. Trotz eines Weltraumausstiegs durch die Astronauten Jeffrey Hoffman und David Griggs konnte dieser Defekt nicht behoben werden.

#### STS-61-I
STS-61-I war eine Challenger-Mission, die nach der Challenger-Katastrophe im Januar 1986 abgesagt wurde. Diese Shuttle-Mission war für den 27. September 1986 vorgesehen. Als Besatzung waren Donald Williams als Kommandant, Pilot Michael John Smith (kam bei der Challenger-Katastrophe ums Leben), die drei Missionsspezialisten James Bagian, Bonnie Dunbar, Manley Lanier Carter sowie der Nutzlastspezialist Nagapathi Bhat (Indien) und ein US-Journalist eingeplant.

#### STS-34
Am 18. Oktober 1989 startete Williams als Kommandant der Raumfähre Atlantis ins All. Die Hauptnutzlast war die Jupitersonde Galileo. Sie wurde zusammen mit der Raketenoberstufe Inertial Upper Stage (IUS) im Weltraum ausgesetzt. Weiterhin wurden Experimente zur Erderkundung, Umweltforschung, Materialtechnologie, Astronomie und Medizin durchgeführt und es war eine IMAX-Kamera an Bord.

### Nach der NASA
Im März 1990 schied Williams aus der Navy und der NASA aus und wurde Division Manager bei der Science Applications International Corporation. Er war Programm-Manager für das National Data Buoy Center Technical Services Contract am Stennis Space Center.

## Privates
Donald E. Williams war verheiratet und Vater zweier Kinder.